# مغامرة في الصحراء (كتاب)
كتاب مغامرة في الصحراء هو كتاب من تأليف الدكتور مصطفى محمود يتحدث فيه عن تجربة رجل عابد لله، يسيح في أرضه وينتقل وينقل لنا تجربته هذه. يصحبنا الكاتب في رحلة مع صديقه الليبي إلى مدينة غدامس ليبية. ويحدثنا عن موقفها وبيئتها الصحراية، وأنها عبارة عن واحة كبيرة تقع قرب المثلث الحدودي بين ليبيا وتونس والجزائر، وهي أول مدينة يجري من تحتها الأنهار، وغير ذلك من وصف المدينة. ويحكي لنا كذلك عن عادات أهل المدينة وأصلهم ولغتهم الأقرب إلى لغة البربر، وكيف أثرت فيهم الصحراء. وسبب تسمية المدينة بهذا الاسم، ثم يتحدث عن بعض العادات الغريبة التي كان يتبعها أجدادهم مثل اعتقادهم بأن فم الرجل عورة لا يجوز أن يظهر، على عكس المرأة التي كانت حرة، ويختتم الكتاب بلقاء مع رجل مغربي منقطع للعبادة يسأله الدكتور مصطفى محمود عن تجربته فيبدأ في الحديث عن تجربة روحانية رائعة.

## مقتطفات من الكتاب
- “اصرف كل اهتمامك إلى العلم فإن الله لا يُعبد الا بالعلم”
- “نور القلب قبل نور الكهرباء هو مايجب أن نبحث عنه نبع روح .. فنبع بترول لا يكفى لقد خرج النور من أفقر أمه على وجه الأرض لا تملك سوى البعير والخيام واقتحم على الفرس والروم ديارهم وكل ذخيرته كلمة حق”
- “يروى أن رشيد باشا التركي أرسل جواسيسه إلى إحدى الزوايا، وسأل الجاسوس أحد الإخوان، وهو محمد بكري عمّا إذا كان في الزاوية أسلحة، فأجابه البكري نعم لدينا مخازن من الأسلحة، ثم قاده إلى أحد مخازن الكتب وفتحها له”
- “الصلب والبارود والصناعة الغربية والعلم الغربى استطاع أن يهزم بدو الصحراء.”
- “كنت اسير مستغرقا في التفكير وكان انشاد الفقير المغربي مازال يرن في أذنى وشمس على المعنى طالع افقها فمغربها فينا ومشرقها منا نعم إن الشمس تغرب فينا الآن فمتى يكون مشرقها منا متى تعود الشمس لتشرق منا ؟؟؟ متى ينتهى الغروب والليل وينبثق منا الفجر من جديد متى..... ؟ وكنت أرتجف كلما تذكرت أنه بعد الغروب يأتي دائما الليل الأسود، اخشي أن يكون نصيب جيلنا من الزمان هو الليل الأسود وأخشي أن يطول الأنتظار وأشعر أني أبكي كما يبكي المغربي العجوز المجهول الاسم والمكان ....عبد الله في أرض الله”

## وصلات خارجية
- فيديو حلقات الدكتور مصطفى محمود.
- مدونة الدكتور مصطفى محمود.
- "كان نائماً في سكينة تامة لم يستيقظ منها": ابنة مصطفى محمود لـ"العربية.نت": العالم الكبير رحل في هدوء، العربية نت، 31 أكتوبر 2009.
- صفحة مصطفى محمود على موقع أبجد
- صفحة اقتباسات مصطفى محمود على موقع أبجد
- صفحة باسم الدكتور رائعة على الفيس بوك
- الفيلم الوثائقي العالم والايمان على اليوتيوب
- محمود تحميل كتب الدكتور مصطفى محمود كاملة pdf